# Appennino forlivese
L'Appennino forlivese è la porzione centrale dell'Appennino tosco-romagnolo. Confina ad ovest con l'Appennino faentino, ad est con l'Appennino cesenate e a sud con la Toscana.

## Geografia

### Geografia fisica
Comprende le vallate di tre fiumi: il Montone, il Rabbi e il Bidente/Ronco, corsi d'acqua che tendono tutti a confluire in direzione di Forlì.
Appartengono all'Appennino forlivese le due vette più elevate di tutto l'Appennino tosco-romagnolo: il monte Falco (1.658 m s.l.m.) e il monte Falterona (1.654 m, ad esso propinquo).
Il passo principale che mette in comunicazione l'Appennino forlivese con la Toscana è il Passo del Muraglione (907 m s.l.m.). Secondo in ordine di importanza, ma molto più elevato, è il Passo della Calla (1.296 m). 
Su parte dell'appennino forlivese si estende il Parco nazionale delle Foreste Casentinesi, Monte Falterona e Campigna.

### Geografia politica
Nella valle del Montone si trovano i comuni di San Benedetto in Alpe, Rocca San Casciano, Dovadola e Castrocaro Terme.
Nella valle del Rabbi si trovano i comuni di Premilcuore e Predappio.
Nella valle del Bidente si trovano: la località sciistica di Campigna, i comuni di Santa Sofia (sede della Comunità del Parco nazionale delle Foreste Casentinesi, Monte Falterona e Campigna), Civitella di Romagna, Galeata e Meldola.
I Comuni di Tredozio e Modigliana, essendo inseriti nella valle del Marzeno (Tredozio) e dei suoi affluenti (Modigliana), fanno parte dell'Appennino faentino.

## Storia
Durante la seconda guerra mondiale, l'Appennino forlivese vide sorgere la prima delle Repubbliche partigiane del nord Italia, la Repubblica del Corniolo.

## Parchi e riserve
Sul territorio dell'Appennino forlivese insiste parte del Parco nazionale delle Foreste Casentinesi, Monte Falterona e Campigna: in particolare, va segnalata anche la Riserva naturale integrale di Sasso Fratino, la prima riserva naturale integrale istituita in Italia, oggi all'interno del Parco.